# Смольянінов Костянтин Миколайович
Костянтин Миколайович Смольянінов — історик-аматор, автор книги «История Одессы». 

### Життєпис та науковий доробок
Про життєвий шлях К. Смольянінова (1818-1872) відомо небагато: походив зі старовинного дворянського роду; оселився в Одесі на початку 1840-х, від 1849, за розпорядженням градоначальника О. Казначєєва, почав працювати над «Указателем Одессы», який було схвально оцінено на засіданні «Императорського Одесского общества истории и древностей» 31 січня 1852 (внаслідок чого К. Смольянінова було прийнято до зазначеного товариства як кореспондента); у 1853–1854 залишив Одесу; пізніше жив у Спаському пов. Рязанської губ., де був власником дзеркального заводу, членом земської управи, головою повітового з'їзду земських суддів та ін. 
Працюючи над «Указателем Одессы», опублікував низку історичних матеріалів на шпальтах «Одесского вестника». У своїй першій публікації від 1851 він повідомляв: «Составляя по поручению его превосходительства г-на одесского градоначальника Указатель Одессы, я имел случай открыть в архиве здешнего ордонанс-гауза несколько весьма любопытных документов1794-го и 1795-го годов, относящихся к истории управлению нашего города…», опублікувавши текст трьох документів: ордера генерал-поручика Г. Волконського до Нижньогородського мушкетерського полку від 3 травня 1794; наказу бригадира Ф. Кисельова до Нижньогородського мушкетерського полку від 15 травня 1794; наказу Й. де-Рібаса від липня 1794 щодо розбудови Хаджибея з доданим до нього штатом експедиції «строительства гавани и города Гаджибея с купеческой пристанью». Того ж року опублікував статтю «Первые городские выборы в Одессе», у якій помістив документ від 14 січня 1796 про вибори до органів самоврядування Одеси (відбулися на початку січня 1795 за участі більш ніж 150 городян), який містив прізвища претендентів на посади та переможців. «Сведения эти собраны из дел 1796-го года хранящихся в архиве здешнего магистрата». — повідомив К. Смольянінов. 1852 опублікував матеріал під назвою «22-е августа, день рождения Одессы», де вперше піддав критичному аналізу деякі положення праці А. Скальковського «Первое тридцатилетие истории города Одессы». К. Смольянінов звернув увагу на те, що, розповідаючи про події, які стали «днем народження» Одеси — освячення перших храмів та проведення борозни на честь заснування міста — А. Скальковський не зробив посилання на документи («Для полного всеобщего убеждения в этом, — зазначав К. Смольянінов, — не доставало только указания источника из которого получено было это сведение; будь он поименован — и вопрос был бы окончательно и навсегда разрешен. К сожалению, важное обстоятельство это было упущено из виду, и у многих, которых занимала судьба нашего города родилось сомнение в точности этого показания»). Повідомив про знайдення ним документу (від 24 січня 1797), який свідчив, що саме 22 серпня (2 вересня за новим стилем) 1794 було розпочато важливі роботи щодо спорудження Одеського порту й, таким чином, запропоновану дату заснування Одеси можна було вважати документально обґрунтованою. Проте К. Смольянінов не наголосив ані на тому, що А. Скальковський пов'язував день заснування Одеси не з роботами в порту, а з зовсім іншими подіями, ані на тому, що визначений «день народження» Одеси збігся з датою коронації чинного на той час імператора Миколи І. У 1853 вийшла стаття «Одесский Приморский бульвар и бывшая возле него церковь Св. Екатерины», в якій детально розглядалася історія Приморського бульвару та церкви Св. Катерини від часу її освячення до ліквідації (притому датою освячення вважався 1795, а не «день народження Одеси» — 22 серпня 1794, як це стверджував А. Скальковський). В одній із своїх заміток зауважував, що А. Скальковський (у праці «О населении Новороссийского края и Бесарабии в 1851г.») неправильно визначав кількість іноземців, які мешкали в Одесі. Не лише складав історію та статистику Одеси, але й критично переосмислював те, що було зроблено на цій ниві його попередником. Через складнощі видання «Указателя Одессы», «Одесское общество истории и древностей» вирішило опублікувати історичну частину праці К. Смольянінова під назвою «История Одессы». «Одесский вестник» опублікував схвальну рецензію на цю працю із значними витримками з її тексту («ОВ» — 1854. — 8 апреля). Автор торкнувся передісторії Одеси від античних часів, для чого застосував праці Бларамберга, Степковського та ін. дослідників старожитностей. Навів низку відомостей про турецький Хаджибей (Одесу), використовуючи для цього не лише літературу та документи, але й спогади старожилів. Від 1795 історію Одеси в книзі подано по роках у формі своєрідного літопису. У праці детально розглянуто різні сфери життя Одеси від зовнішньої торгівлі та розбудови міста до подій, що вплинули на розвиток освіти, культури тощо. Подаються оцінки діяльності керівників міста й краю. Переважна більшість інформації «Истории Одессы» базувалася на архівних джерелах. Значна частина останніх на сьогодні є втраченою. Саме це робить книгу К. Смольянінова цінним джерелом для сучасних дослідників історії Одеси кінця XVIII — першої половини ХІХ ст.

### Праці
- Смольянинов К. История Одессы. — Одесса, 1853;
- Смольянинов К. Материалы для истории Одессы // ОВ. — 1851. — 24 января;
- Смольянинов К. Первые городские выборы в Одессе // ОВ. — 1851. — 7 февраля;
- Смольянинов К. 22-е Августа 1794 года, день рождения Одессы // ОВ. — 1852. — 30 августа;
- Смольянинов К. Заметка // ОВ. — 1853. — 26 мая;
- Смольянинов К. Одесский Приморский бульвар и бывшая возле него церковь Св. Екатерины // ОВ. — 1853. — 8 сентября.

## Джерело
- Смольянінов Костянтин Миколайович(рос.)